# Ferdinand Möller (Kunsthändler)
Ferdinand Gerhard Möller (* 15. Oktober 1882 in Münster; † 12. Januar 1956 in Köln) war ein deutscher Kunsthändler.

## Leben

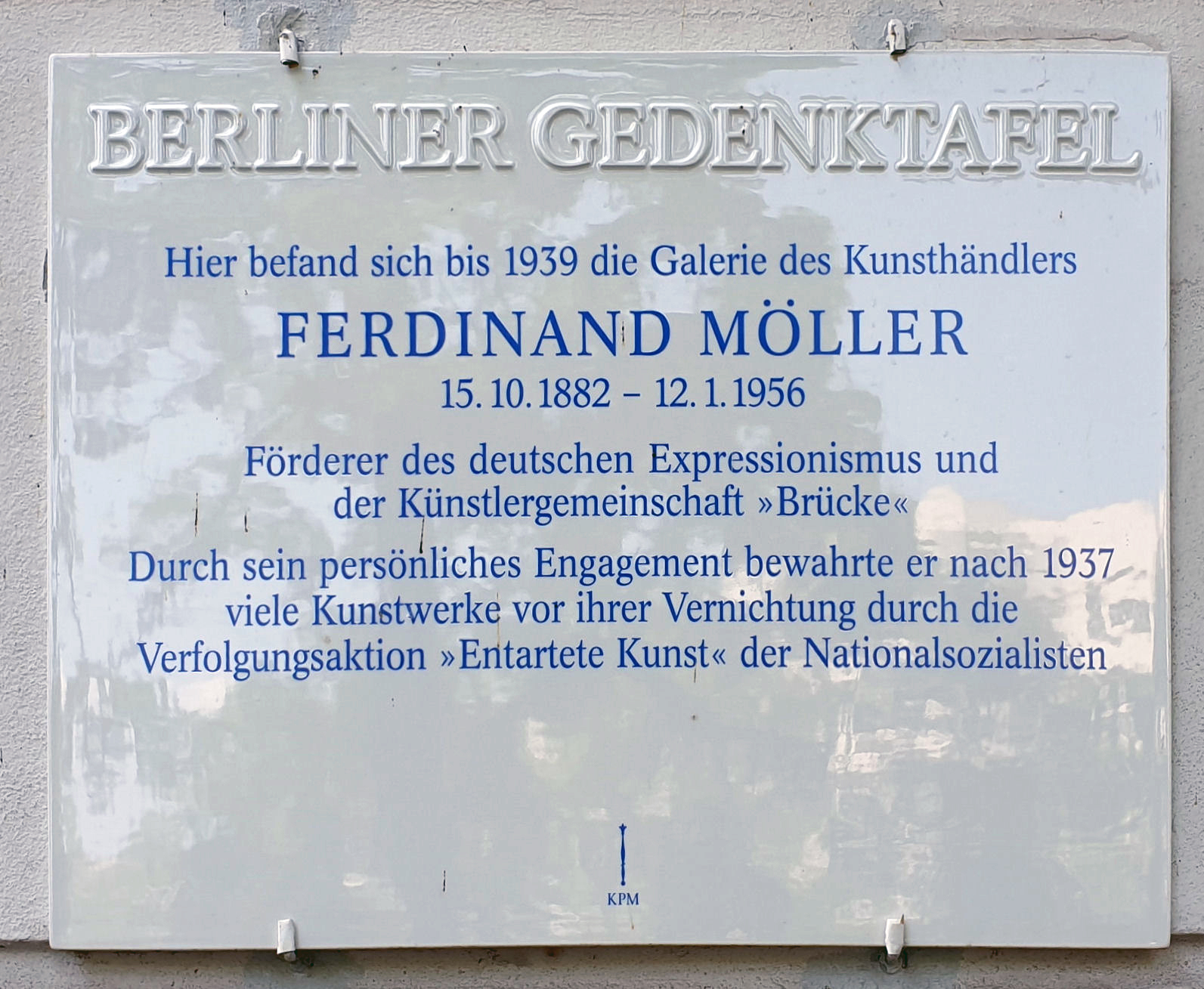
Berliner Gedenktafel am Haus, Schöneberger Ufer 71, in Berlin-Tiergarten

Ferdinand Möller war der älteste Sohn des gleichnamigen Baumeisters Ferdinand Möller und seiner Frau Wilhelmine geb. Bürndick in Münster. Er erhielt zunächst eine Ausbildung als Buchhändler. 1912 heiratete er in Köln die Malerin Maria Möller-Garny (1886–1971), mit der er drei Töchter hatte: Rosemarie Möller (später verh. Baumgart), Angelika Möller (später verh. Fessler-Möller) und Susanne Möller (später verh. Wenzel-Möller). Nach dem Besuch der Sonderbund-Ausstellung 1912 fasste er den Entschluss, Kunsthändler zu werden. Er wurde Mitarbeiter der Galerie Ernst Arnold in Dresden und übernahm 1913 deren Filiale in Breslau. Ab 1917 führte er eine eigene Galerie in Breslau.
1918 wurde er Geschäftsführer der Freien Secession in Berlin und eröffnete eine Galerie in der Potsdamer Straße 134 c. 1919 kam der Verlag der Galerie Ferdinand Möller hinzu. Die Breslauer Galerie wurde 1920 geschlossen.
1923 organisierte Möller gemeinsam mit Wilhelm Reinhold Valentiner eine Ausstellung deutscher Gegenwartskunst in den Anderson Galleries in New York City. 1924 zog er mit Familie, Galerie und Verlag nach Potsdam in  die Wollner Str. 14 (heute: Otto Nagel Str. 14). Ab 1927 gab es wieder eine Galerie Möllers im Zentrum Berlins, Schöneberger Ufer 38 (heute: Schöneberger Ufer 78). Hier veranstaltete er 1929 die Ausstellung Die Blaue Vier mit Werken von Paul Klee, Lyonel Feininger, Wassily Kandinsky und Alexej Jawlensky. Möller war zu einem „der wichtigsten Kunsthändler für die deutsche Moderne in den 1920er Jahren“ geworden. 1932 zog die Galerie ans Lützowufer 3 und 1935 an das Groß-Admiral-von-Köster-Ufer 39 (heute: Schöneberger Ufer 79).
Im Sommer 1933 stellte Möller die Räumlichkeiten seiner Galerie dem NS-Studentenbund zur Verfügung, der dort die Ausstellung 30 Deutsche Künstler zeigte. Diese Schau wurde auf Druck des nationalsozialistischen Kampfbundes für deutsche Kultur (KfdK) geschlossen, kurz darauf aber wieder geöffnet. Laut einem Brief von Karl Nierendorf an Hermann Klumpp vom 7. Oktober 1933 war Möller Mitglied des KfdK.
1937 beendete Möller seine Ausstellungstätigkeit, blieb jedoch weiterhin als Händler moderner und älterer Kunst aktiv. 1937/1938 ließ er sich in Zermützel, heute ein Ortsteil von Neuruppin, ein Landhaus bauen, für das er Hans Scharoun als Architekten gewann.
Im Rahmen der NS-Aktion „Entartete Kunst“ wurde Ferdinand Möller ab 1938 zusammen mit Karl Buchholz, Hildebrand Gurlitt und Bernhard A. Böhmer mit der Verwertung der beschlagnahmten Kunstwerke des Expressionismus, Kubismus, Neue Sachlichkeit und Dadaismus beauftragt. Für Ferdinand Möller ist belegt, dass er entgegen den Vorgaben der Nationalsozialisten etliche „entartete“ Kunstwerke nicht aus dem Reichsgebiet verbrachte, sondern an dritte Inländer verkaufte oder selbst erwarb. Die kunstrechtliche Literatur unterstellte den anderen beteiligten Kunsthändlern schon seit längerem entsprechende Handlungsweisen.
In den Kriegswirren des Zweiten Weltkriegs brachte Möller seine Familie, seine Sammlung und die zu verwertenden Kunstwerke nach Zermützel vor den Luftangriffe der Alliierten in Sicherheit.
Im Nachkriegsjahr 1946 veranstaltete er mit dem Volksbildungsamt Neuruppin die Ausstellung Freie deutsche Kunst in Neuruppin und in Berlin wurde dem Kunstfahnder der Bergungsstelle für Kulturschätze Berlin Kurt Reutti bekannt, dass Möller Kunstobjekte „entarteter“ Kunst und den Nachlass des Kunsthändlers Bernhard A. Böhmer, aus dem Vorkriegsbestand der Berliner Museen, eingelagert hatte. Im Zusammenhang mit der Eröffnung der Berliner Nationalgalerie im Juni 1949 sollte eine eigene Abteilung Galerie des 20. Jahrhunderts eingerichtet werden und Reutti wendete sich mit einem Schreiben an Ferdinand Möller, um die Rückgabe des Eigentums der Berliner Museen zu erwirken.

„Der Unterzeichnete stellt seinerzeit im Auftrag der Deutschen Verwaltung für Volksbildung gemäß der Anordnung der SMA Karlshorst Kunstwerke sicher, die im Rahmen der Aktion Entartet Kunst von der Hitlerregierung den deutschen Museen entfremdet worden waren. Unter diesen bei Ihnen lagernden Beständen befinden sich auch Werke der Berliner Museen und zwar Ölbilder, Graphik und Plastiken, die wir nun mehr, wie es in der Anordnung der SMA vorgesehen war unseren Museen wieder zuführen wollen. Der Unterzeichnete wird sich erlauben, in nächster Zeit bei Ihnen vorzusprechen, um die den Berliner Museen gehörenden Kunstwerke abzuholen. Die Werke bleiben bis zur Klärung aller Fragen im Besitz der Deutschen Verwaltung und werden den Berliner Museen als Leihgaben übergeben. Da der ganzen Fragenkomplex der Entschädigung noch nicht geregelt ist, bitten wir Sie, uns Vorschläge zu machen, wie Sie sich eine Entschädigung vorstellen.“

Ferdinand Möller entzog sich und seine Sammlung und siedelte im gleichen Jahr aus dem sowjetischen Sektor nach Köln über. Hier eröffnete er 1951 seine Galerie neu, die nach seinem Tod 1956 aufgelöst wurde. Möller verstarb im Alter von 73 Jahren in einem Kölner Krankenhaus. Das Archiv von Ferdinand Möller befindet sich seit 2006 in der Berlinischen Galerie.

## Ferdinand-Möller-Stiftung
Ab 1994 kam es zu Restitutionen von vier Gemälden in der Staatlichen Galerie Moritzburg Halle an die Tochter Angelika Fessler-Möller (1919–2002). 1995 gründete sie gemeinsam mit dem Kunsthändler Wolfgang Wittrock (* 1947) die Ferdinand-Möller-Stiftung.

„Als Kapitalstock für die Arbeit der Ferdinand-Möller-Stiftung dient unter anderem der Verkaufserlös restituierter Gemälde aus dem Besitz des Kunsthändlers Möller: „Mädchen im Strandwald“ und „Atelierecke“ von Ernst Ludwig Kirchner sowie der „Dom zu Halle“ von Lyonel Feininger. Mit dem erwirtschafteten Kapitalertrag fördert die Stiftung Forschungen auf dem Gebiet des Expressionismus sowie zur nationalsozialistischen Kunst- und Kulturpolitik und unterstützt die Dokumentation der im Jahr 1937 als „entartet“ aus deutschen Museen entfernten Kunstgegenstände.“

Ein Aufgabenschwerpunkt der Ferdinand-Möller-Stiftung war die Drittmittel-Finanzierung der seit 2003 an der Freien Universität Berlin angesiedelten Forschungsstelle „Entartete Kunst“. Die Finanzierung wurde 2015 beendet und an die Staatsministerin für Kultur und Medien, Monika Grütters, vermittelt. Die Stiftung hat in ihrem 25-jährigen Bestehen zahlreiche Projekte der kunsthistorischen Forschung, speziell im Feld des Expressionismus, initiiert und finanziert.

### Allgemein
- Ferdinand-Möller-Stiftung

### Nachlass Ferdinand Möller bei der Berlinischen Galerie
- Nachlass Galerie Ferdinand Möller auf den Seiten der Berlinischen Galerie
- Nachlass Ferdinand Möller in der Sammlung-Online-Datenbank der Berlinischen Galerie (Korrespondenz; Geschäfts- und Notizbücher, Alben; Karteikarten; Kataloge und Drucksachen; Werkfotografien; Negative von Werkfotografien; Installationsaufnahmen von Ausstellungen)

### Geschäftsbücher der Galerie Ferdinand Möller
- Wareneingangsbuch, 1935–1939
- Lagerbuch V, 1936–1940
- Verkaufsbuch V, 1937–1943
- Journal VI, 1937–1943
- Creditoren III, 1938–1943
- Debitoren II, 1938–1943
- Wareneingangsbuch, 1941–1942